# Montecristo (сигары)

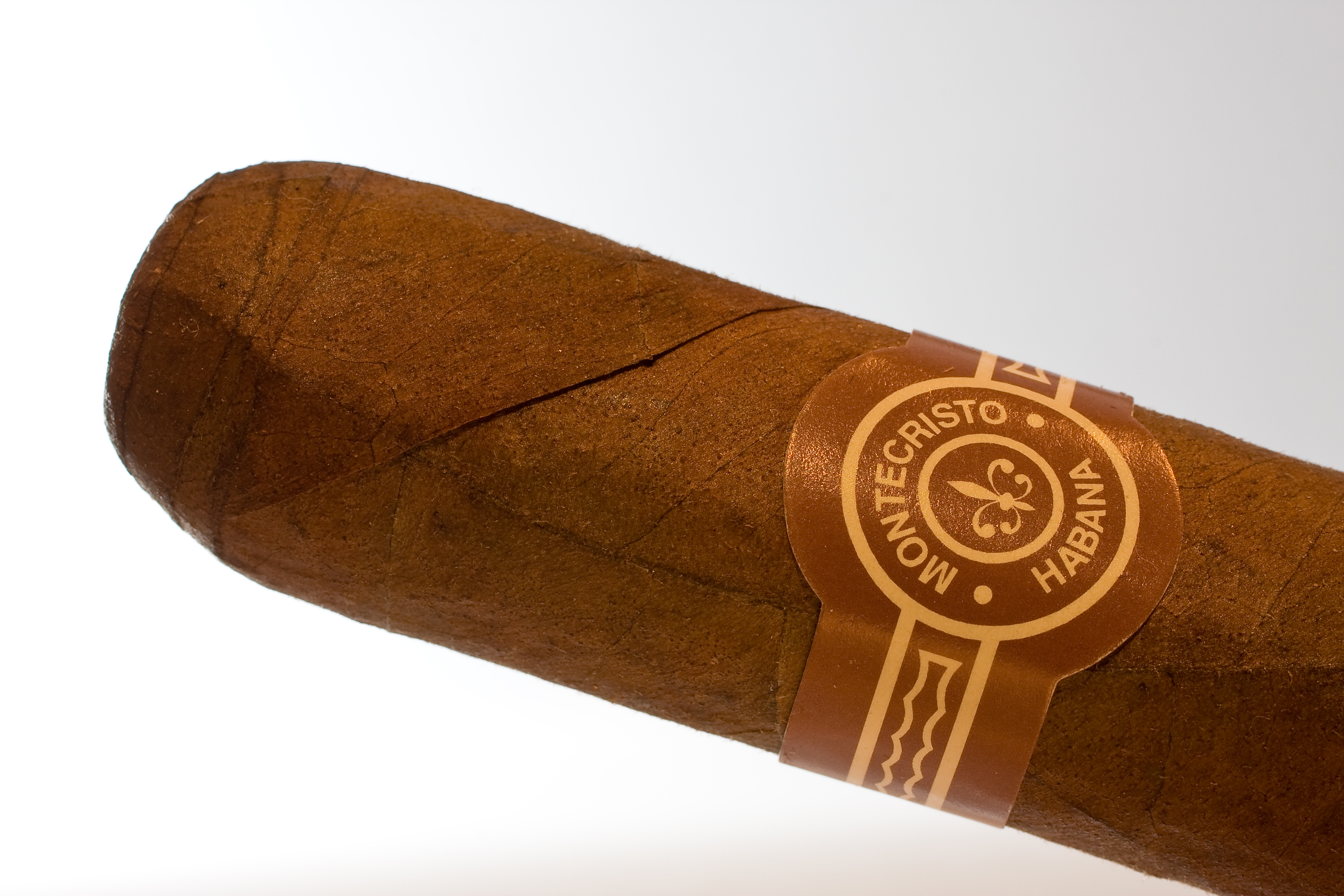
Кубинская сигара Montecristo

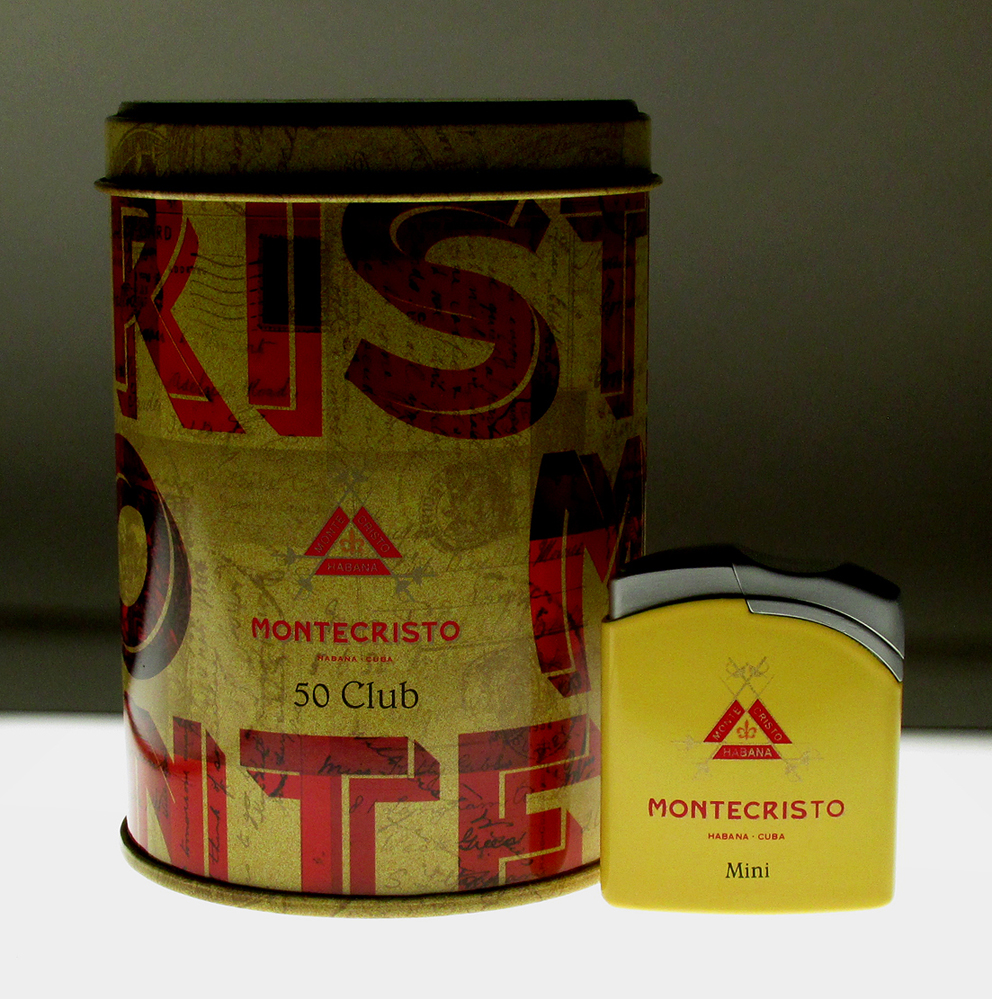
Montecristo Club.

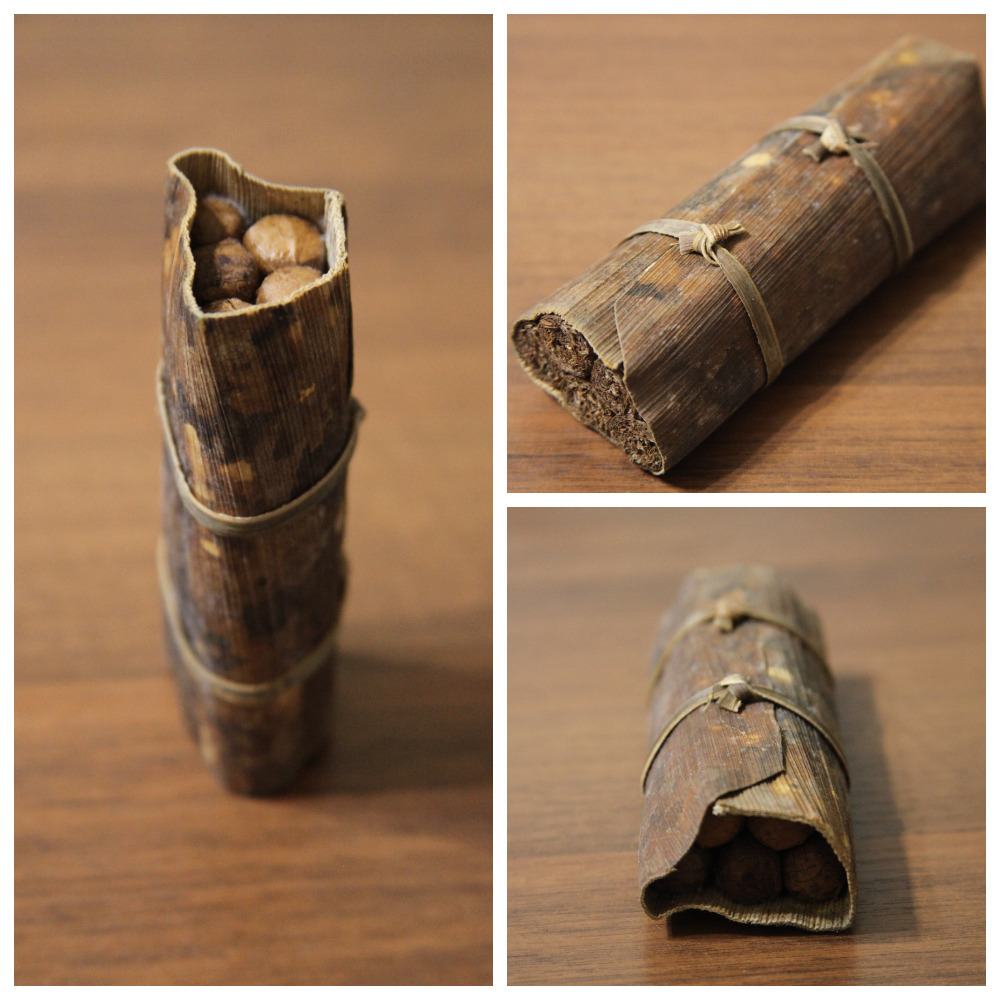
Montecristo № 4

Montecristo («Монтекристо») — название двух брендов премиум-сигар, один из которых производится на Кубе для Кубинской государственной табачной компании Habanos SA, а другой производится в Ла-Романе, Доминиканская Республика для французско-испанской табачной монополии Altadis СА, подразделения «Империал Тобакко».

## История
В июле 1935 Алонсо Менендес купил фабрику Партикуларес — производителя популярного бренда «Партикуларес» и менее известного «Байрон». Сразу же после приобретения он создал новый бренд под названием Montecristo.
Название для бренда вдохновил роман Александра Дюма-отца Граф Монте-Кристо, который якобы очень часто заказывали торседоры (крутильщики сигар) на заводе у лектора (рабочего, который читал им вслух книги). Ныне известный логотип Монтекристо, состоящий из треугольника из шести мечей вокруг геральдической лилии, был разработан британским дистрибьютором бренда Джон Хантер Моррис и Элькан Ко. Лтд.
В июле 1936 года, Менендес основал новую фирму с партнёром, назвав её «Менендес, Гарсия и Сиа». С ростом успеха бренда Montecristo, фирма приобрела испытывающие затруднения фабрику H. Upmann у J. Frankau SA в 1937 году и перевела производство Montecristo с фабрики «Партикуларес» на H. Upmann, где Montecristo производилось и после Кубинской революции.
Благодаря усилиям компании Альфреда Данхилла, бренд Montecristo стал популярен во всём мире, и по сей день на него приходится примерно четверть продаж по всему миру сигар Habanos SA, что делает его самой популярной кубинской сигарой в мире. После Кубинской революции и национализации сигарной индустрии на Кубе в 1961 году, Менендес и Гарсиа сбежали на Канарские острова, где они заново создали бренд, но позже были вынуждены уволиться из-за споров о товарных знаках с Cubatabaco. В середине 1970-х годов производство было перенесено в Ла-роману в Доминиканской Республике и выведено на рынок США, где права Кубы на бренд не были признаны из-за санкций США. «Менендес, Гарсия, и Сиа» в настоящее время принадлежит компании Altadis SA, и она контролирует продажу в Соединённых Штатах.
В оригинальном составе было только пять пронумерованных размеров, с добавлением камерных сигар в 1940-х годах, но в остальном ассортимент остался неизменным до национализации. Когда Менендес и Гарсия ушли после 1959 года, один из лучших торседоров Хосе Мануэль Гонсалес был повышен до начальника цеха и вдохнул в бренд новую жизнь. В 1970-х и 1980-х было добавлено пять новых размеров: A, Especial No. 1 и 2, Joyita и Petit Tubo. Три других размера, Montecristo No. 6, No. 7, и B, были выпущены, однако впоследствии выведены из ассортимента, хотя B иногда можно обнаружить в очень малых выпусках каждый год на Кубе.
В 2004 году (после переоборудования регулярной линии) на фабрике была выпущена Edmundo — большая сигара размера робусто, названная так в честь героя графа Монте-Кристо, Эдмона Дантеса.
Montecristo также выпускает три вида сигарилл, произведённых машинным способом: Mini, Club и Purito.